# 민중민주당 (2016년)
민중민주당(民衆民主黨, 영어: People's Democracy Party) 약칭 민중당은 대한민국의 좌익 정당이다. 노동자·농민·소상인이 주인이 되는 민중민주정권 수립을 목표로 하고 있다. 내걸고 있는 주요 강령으로는 주한미군철수로 민족의 자주민주통일과 주거·교육·의료 무상화, 모병제 등이 있다.

## 역사
2016년 7월 12일에 '환수복지당(還收福祉黨) 창당준비위원회'가 결성되었고, 7월 18일에 창당 기자회견을 열었으며, 11월 21일에 정식 정당으로 등록되었다. 2017년 8월 15일에는 민족해방(National Liberation) 및 민중민주(People's Democracy) 계열 단체와 통합하여 당명을 '민중민주당-환수복지당'으로 변경했다.
2017년 11월 8일에는 민중민주당 당원 3명이 도널드 트럼프 미국 대통령의 방한에 반대하는 내용의 글이 적힌 현수막을 내걸고, 유인물을 뿌린 혐의로 경찰에 붙잡혔다. 민중민주당은 같은날 오후 마포경찰서 앞에서 기자회견을 열고 "어제부터 서울 시내 곳곳에서 같은 행동을 했다는 이유로 당원 총 7명이 연행됐고 그중 4명은 풀려났다"며, "나머지 3명도 즉각 석방하라"고 촉구했다.

## 주요 선거 결과

### 국회의원 선거
|  | 0% |

|  | 0% |

|  | 0% |

|  | 0% |